# Форест Хилс (Кентаки)
Форест Хилс (енгл. Forest Hills) град је у америчкој савезној држави Кентаки.

## Демографија
По попису из 2010. године број становника је 444, што је 50 (-10,1%) становника мање него 2000. године.
| Група             | 2000.       | 2010.       |
| Белци             | 470 (95,1%) | 416 (93,7%) |
| Афроамериканци    | 7 (1,4%)    | 11 (2,5%)   |
| Азијати           | 1 (0,2%)    | 3 (0,7%)    |
| Хиспаноамериканци | 5 (1,0%)    | 6 (1,4%)    |
| Укупно            | 494         | 444         |